# Done with Mirrors
| 전문가 평가                      | 전문가 평가   |
| 평가 점수                        | 평가 점수     |
| 출처                             | 점수          |
| -------------------------------- | ------------- |
| AllMusic                         | [ 2 ]         |
| Robert Christgau                 | B+            |
| Collector's Guide to Heavy Metal | 7/10          |
| Kerrang!                         | [ 5 ]         |
| Rolling Stone                    | (unfavorable) |
| The Rolling Stone Album Guide    | [ 7 ]         |
| The Daily Vault                  | A             |

《Done with Mirrors》는 1985년 12월에 발매된 미국의 하드 록 밴드 에어로스미스의 여덟 번째 스튜디오 음반이다. 1979년 탈퇴한 기타리스트 조 페리와 1981년 탈퇴한 브래드 휫퍼드의 밴드 복귀를 알렸다. 그 밴드의 첫 번째 게펀 레코드 음반은 그들의 "컴백"으로 의도되었다. 하지만 좋은 평가에도 불구하고 상업적인 기대에 부응하지 못했다.

## 포장재 및 제목
제목과 일치하여, 오리지널 음반 발매에 있는 모든 텍스트(카탈로그 번호와 UPC 표시줄)는 거울에 대고 읽도록 거꾸로 썼다. 작품을 다시 공개하여 거울 없이 읽을 수 있도록 하고 밴드의 로고를 추가한다. 그 결과, 원본 CD(롱박스에 들어 온 것)를 수집할 수 있다.(첫 번째 CD 누르는 것의 책자에 있는 모든 텍스트도 백 투 프런트다.)
제목은 "거울로 닦았다(done with mirrors)"는 환상과 코카인과 같은 마약의 배열이 전통적으로 거울에 코웃음을 쳤다는 것을 의미한다.

## 곡 목록
| #  | 제목                             | 작사·작곡              | 재생 시간 |
| -- | -------------------------------- | ---------------------- | --------- |
| 1. | 〈Let the Music Do the Talking〉 | 스티븐 타일러, 조 페리 | 3:48      |
| 2. | 〈My Fist Your Face〉            | 타일러, 페리           | 4:23      |
| 3. | 〈Shame on You〉                 | 타일러                 | 3:22      |
| 4. | 〈The Reason a Dog〉             | 타일러, 톰 해밀턴      | 4:13      |

| #  | 제목              | 작사·작곡                                   | 재생 시간 |
| -- | ----------------- | ------------------------------------------- | --------- |
| 1. | 〈Shela〉         | 타일러, 브래드 휫퍼드                       | 4:25      |
| 2. | 〈Gypsy Boots〉   | 타일러, 페리                                | 4:16      |
| 3. | 〈She's on Fire〉 | 타일러, 페리                                | 3:47      |
| 4. | 〈The Hop〉       | 타일러, 해밀턴, 조이 크레이머, 페리, 휫퍼드 | 3:45      |